# كورت بايروم
كورت بايروم (بالإنجليزية: Curt Byrum)‏ هو لاعب غولف أمريكي، ولد في 28 ديسمبر 1958 في أونيدا في الولايات المتحدة.

## وصلات خارجية
- كورت بايروم على موقع رابطة لاعبي الغولف المحترفين (الإنجليزية)
- كورت بايروم على موقع رابطة اليابان للاعبي الغولف المحترفين (الإنجليزية)
- كورت بايروم على موقع التصنيف العالمي الرسمي للغولف (الإنجليزية)